# Aygevan
Aygevan (in armeno Այգեվան?, conosciuto anche come Dzeržinskij) è un comune dell'Armenia di 1 638 abitanti (2008) della provincia di Armavir.